# Lola (canção)
"Lola" é uma canção da rapper Australiana Iggy Azalea com a cantora britânica Alice Chater. A canção foi lançada em 8 de novembro de 2019 como primeiro single do EP Wicked Lips.

## Recepção crítica
Daniel Megarry, do The Gay Times, chamou a faixa de "o melhor vídeo do ano". Mais tarde, o Uproxx listou a música como uma das melhores músicas pop da semana.

## Vídeo musical
Um videoclipe para a música foi lançado no YouTube no mesmo dia do lançamento do single. No clipe mega colorido, o vídeo apresenta as cantoras numa clínica psiquiátrica que ganha mais tons psicodélicos após elas tomarem seus remédios.

## Desempenho nas tabelas musicais

### Posições
| Tabela musical (2019)                        | Melhor posição |
| -------------------------------------------- | -------------- |
| Reino Unido (Official Charts Company)        | 84             |
| Nova Zelândia Hot Singles (RMNZ)             | 28             |
| Escócia (Official Charts Company)            | 76             |
| Estados Unidos Rap Digital Songs (Billboard) | 9              |

## Históricos de lançamentos
| Região         | Data                  | Formatos                   | Gravadora(s)      | Ref.   |
| -------------- | --------------------- | -------------------------- | ----------------- | ------ |
| Mundo          | 8 de novembro de 2019 | Download digital streaming | Bad Dreams Empire | [ 17 ] |
| Estados Unidos | 3 de dezembro de 2019 | Top 40 radio               | Bad Dreams Empire | [ 18 ] |
| Estados Unidos | 3 de dezembro de 2019 | Rhythmic contemporary      | Bad Dreams Empire | [ 19 ] |